# اندیس فران
فران یک اندیس غیرفلزی است که در حوالی شهر زواره استان اصفهان قرار دارد و مادهٔ معدنی موجود در آن، خاک صنعتی است.  